# Нападение на православный храм в Грозном (2018)
Нападение на православный храм Архангела Михаила в Грозном произошло 19 мая 2018 года, во время проведения всенощного бдения.
Согласно свидетельству очевидцев, четверо вооружённых молодых людей проникли на территорию храма, у входа застрелив или зарезав сотрудников МВД, после чего намеревались прорваться внутрь храма. При себе злоумышленники имели огнестрельное оружие, бутылки с зажигательной смесью, ножи, топоры. Однако, услышав стрельбу во дворе, священнослужитель и прихожане быстро закрыли двери, при этом один из прихожан был смертельно ранен злоумышленниками. В результате нападения погибли один прихожанин и двое полицейских, охранявших богослужение (сотрудники УВД МВД РФ по Саратовской области Кайрат Рахметов и Владимир Горсков), ещё один прихожанин (житель Узбекистана Артемий, который приехал в Чечню искать родственников) и двое сотрудников МВД ЧР получили ранения. 
Спецоперацией по ликвидации террористов руководил лично Рамзан Кадыров. Все напавшие боевики были уничтожены.
Президент Чечни Рамзан Кадыров заявил, что нападавшие хотели захватить в церкви заложников, но не объяснил, на основании чего были сделаны такие выводы. Чеченское отделение Следственного комитета России возбудило уголовное дело по статье 317 УК РФ (посягательство на жизнь сотрудника правоохранительного органа). На следующий день были выяснены имена боевиков, напавших на храм. Это уроженцы Чечни Амир Юнусов, Али Юнусов и Микаил Элисултанов, а также житель Ингушетии Ахмед Цечоев. Согласно информации, озвученной ранее главой Чечни, трое убитых жителей республики являются выходцами из селения Гелдаган Курчалоевского района и посёлка Аргунский (Алхан-Чурт) под Грозным.
Это второе нападение в 2018 году на православный храм на Северном Кавказе, регионе, где такие нападения были крайне редки. Первое произошло в начале 2018 года в Кизляре, когда местный житель открыл стрельбу из дробовика по людям возле православного храма, убив пятерых женщин.